# Eulepidotis affinis
Eulepidotis affinis är en fjärilsart som beskrevs av William Schaus 1911. Eulepidotis affinis ingår i släktet Eulepidotis och familjen nattflyn. Inga underarter finns listade i Catalogue of Life.